# Baltisk adel
Baltisk adel kallas kollektivt den adel som uppstod med Tyska orden och därefter fortlevde som institution i Livland, Kurland, Estland och Ösel. Etniskt sett var de flesta av dem balttyskar men sedermera upptogs av historiskt förklarliga skäl svenskar, ryssar och polacker i den baltiska adeln.
Under 1500-talet och framåt värvades många ur den baltiska adeln till de svenska och polska arméerna, medan de i Ryssland fick funktionen av ämbetsmannaadel i regeringen och staten. Det fanns ett flertal Riddarhus, (adelsinstitutioner) som: Riddarhuset i Arensburg i Kuressaare, Ösel, Livlands riddarhus i Riga, Estlands riddarhus i Reval, Kurland hade Riddarhuset i Mitau, Lettland hade Riddarhuset i Pilten och staden Viborg hade Riddarhuset i Viborg. 1939 kallades den baltiska adeln av Hitler till Tyskland, samman med den övriga balttyska befolkningen, innan Sovjetunionen annekterade området. Adeln som institution avskaffades 1919.

## Historia
Danskar och tyskar kristnade Estland, Livland, Kurland och Ösel på 1200-talet, och 1346 övertog Tyska orden, samt ett par självständiga biskopar, området; i förlängningen lydde samtliga under den tysk-romerska kejsaren. Riddare följde Tyska orden till området och etablerade sig där; riddarna var huvudsakligen tyskar, och några få var danskar. Bland de äldsta adliga ätterna i Estland, Livland, Kurland och Ösel är von Bock a.d.h Suddenbach, Taube, von Rosen, Poll, Uexküll (Yxkull), von Fircks och von Ungern.
1420 finns första belägget för en lantdag, i Livland, och där fanns adeln representerad. 1524, under reformationen, anslöt de baltiska länderna sig till lutherdomen, och Tyska orden upplöstes 1561. Baltikum delades mellan Tyskland, Danmark, Polen och Sverige under 1500-talet, och länderna stred de närmaste århundradena om området. Den baltiska adeln hade juridisk bekräftelse i till exempel Sverige, vilket innebar att de fanns representerade i Stockholm vid svenska regeringsskiften. Adeln organiserades politiskt i lantråd och lantmarskalk, vilka lydde under den från Sverige tillsatte guvernören; däremot ägde de ingen representation vid de svenska riksdagarna. Många baltiska ätter naturaliserades dock i Sverige, och svenska adelsätter flyttade till Baltikum. Med Karl XII:s nederlag flyttade många ur den baltiska adeln till Finland och egentliga Sverige. Ryssland erkände dock den baltiska adelns rättigheter. Med införlivandet med Ryssland kom rysk adel till Baltikum och upptogs i den baltiska adeln; en del av dessa ätter hade islamiskt ursprung.
Adeln upplöstes politiskt 1919, och de adliga godsen konfiskerades. Ridderskapet fortsatte dock ge ut matriklar och levandegöra de adliga traditionerna, tills detta omöjliggjordes i och med Molotov-Ribbentroppakten 1939.

## Organisation
Första belägget för en baltisk adelskorporation är från 1200-talets Danmark. Adelns rättigheter kodifierades i lag på 1300-talet, och dessa rättigheter förnyades fram till 1845. Matriklar över vilka som ingick i adeln började utfärdas på 1600- och 1700-talet. För att upptagas i dessa adelsmatriklar krävdes bevisande av adelskap samt att vederbörande ägde gods.
Den baltiska adeln åtnjöt stor inre autonomi mot att de verkställde stormakternas politik. Estland, Livland, Kurland och Ösel var statsrättsligt separata territorier i personalunion med exempelvis Konungen av Sverige eller Tsaren av Ryssland. De baltiska riddarskapen organiserades i fyra riddarhus: Riga i Livland; Reval/Tallinn i Estland; Mitau/Jelgava i Kurland; och Arensburg/Kuressaare på Ösel/Saaremaa. 
Den baltiska adeln organiseras idag inom det tyska adelsförbundet i CILANE.